# Movimiento Victoria Ciudadana
El Movimiento Victoria Ciudadana (MVC) es un partido político de Puerto Rico fundado en 2019. Según el partido, este fue creado para «atender tres deberes urgentes: el rescate de las instituciones públicas; la reconstrucción social, económica, ambiental y fiscal; y la descolonización de Puerto Rico».
Su primera participación fue en las elecciones generales del 2020 con una plataforma anticolonialista, proponiendo una asamblea constituyente con el fin de la descolonización de Puerto Rico. Logró elegir 4 legisladores; dos a la Cámara de Representantes y dos al Senado. Obtuvo 25 Legisladores Municipales en diferentes municipios.

## Historia
El Movimiento Victoria Ciudadana surgió como un movimiento que aspiraba a tener franquicia electoral como partido luego de muchas discusiones de organizaciones diversas de derechos humanos, sindicatos, Vamos Puerto Rico, esfuerzos contra la Junta de Control Fiscal  y personas que venían de experiencias como el Movimiento Unión Soberanista (MUS) y el Partido del Pueblo Trabajador (PPT), organizaciones políticas, como el Movimiento Independentista Nacional Hostosiano (MINH), otras figuras políticas prominentes, para establecer un "frente amplio," con conversaciones precediendo al Huracán María. Personas notables que abogaron y fueron parte inicial de  su formación fueron Ana Irma Rivera Lassén, ex presidenta del Colegio de Abogados y Abogadas de Puerto Rico, editor de Claridad y planificador José “Tato” Rivera Santana y el líder sindical Roberto Pagán. Adicionalmente a los primeros proponentes se incluyeron  el Profesor Nestor Duprey, que venía del Partido Popular, el  entonces  representante independiente, Manuel Natal Albelo, la excandidata a gobernación, Alexandra Lúgaro, quien corrió como una candidata independiente en las elecciones para gobernador de Puerto Rico de 2016, recibiendo 11.13% de los votos, y Rafael Bernabe Riefkohl, quien corrió en las 2012 y 2016, bajo el PPT y recibiendo 0.98% y 0.34% de los votos, respectivamente.
El martes, 5 de marzo de 2019, Rivera Lassén registró el logo del partido así como la intención de formar un nuevo partido en la Comisión Estatal de Elecciones de Puerto Rico. Rivera Lassén sometió la declaración jurada, sin embargo, el portal cibernético y su dominio fueron registrados por una compañía incorporada por Lúgaro y su madre. Cuando fue hecho público, el logo del partido generó controversia, dado a su similitud con el usado por el Partido Socialista Unido de Venezuela. Posteriormente, las cuentas de redes sociales de personas ligadas al partido, la mayoría de las cuales provenían de los movimientos independentistas y soberanistas, comenzaron a reemplazar sus imágenes de perfil de sus redes social con el logo. El anuncio de la formación del partido fue bienvenida por el entonces Gobernador de Puerto Rico, Ricardo Rosselló, en marcado contraste con el entonces presidente del Partido Popular Democrático, Aníbal José Torres, quien previamente había comentado que el PPD era el único partido que podía "hacerle frente al "monstruo" del [PNP]." A pesar de ello, desde el principio, el MVC no había hecho público qué individuos serían seleccionados como personas candidatas para las elecciones de 2020, sino que se enfocó en recolectar los cerca de sesenta mil endosos necesarios para convertirse en un partido registrado. Seguidores tempranos, quienes tendían a publicar el logo del partido en sus redes sociales como una expresión de sus endosos, incluían a Larry Emil Alicea Rodríguez, expresidente del Colegio de Profesionales del Trabajo Social de Puerto Rico, a la abogada y candidata por el PPT en el 2016 para Comisionada Residente, Mariana Nogales Molinelli, al igual que al profesor de ciencias políticas y autor, Manuel S. Almeida.
Previo a la asamblea constituyente, el representante del PNP Jorge “Georgie” Navarro Alicea, alegó que la entonces alcaldesa de San Juan, Carmen Yulín Cruz (PPD), "movilizaría recursos y empleados municipales [esa] noche" a la asamblea, a ser celebrada en el Teatro Tapia, propiedad del gobierno municipal de San Juan. Yulín Cruz, de quien se sospechaba fuertemente su intención de unirse al MVC, preguntó a qué hora había hechos esas declaraciones y si se encontraba en estado ebrio. Además, ella confirmó que había aceptado reuniones con el MVC y expresó su apoyo a nuevos movimientos políticos, aunque no se incorporaría a ellos.
En una asamblea celebrada a las 7:00 p. m. en el Teatro Tapia en el Viejo San Juan el lunes, 11 de marzo de 2019, el partido fue fundado. La ceremonia, la cual fue moderada por Rivera Lassén, estuvo llena a capacidad completa y algunas personas tuvieron que quedarse fuera. Las puertas abrieron a las 6:30 p. m., y la fila de personas "se extendía más allá de la acera." Los asistentes recibieron un documento titulado "Agenda Urgente de Victoria Ciudadana," el cual incluía parte del programa de gobierno y un resumen del propósito del partido. Luego de la ceremonia, en la cual Rivera Lassén y Lúgaro aparecieron en la tarima, el liderato del partido recién formado, que incluía a Bernabe Riefkhol y Natal Albelo, celebró una conferencia de prensa, en la cual Lúgaro rechazó la idea del "voto desperdiciado", con Rivera Lassén declarando que "[u]n voto por Victoria Ciudadana es un voto por el futuro de Puerto Rico," y Natal Albelo comentando que "[e]n este movimiento cuenta la acción no la reacción."
En su asamblea de fundación, el programa político estableció que el MVC fue fundado "para atender tres deberes urgentes de nuestro tiempo:" combatir la corrupción y restaurar las instituciones gubernamentales de Puerto Rico; promover la reconstrucción social, económica y fiscal; y la descolonización de Puerto Rico. Para lograr la descolonización se propone una asamblea constitucional como un proceso vinculante. Entre las alternativas que contempla dentro de la asamblea está la estadidad, la independencia, o la libre asociación con los Estados Unidos. En términos económicos, la plataforma del partido conocida como "Agenda Urgente" pone el énfasis en el refuerzo de los derechos laborales y en la posición a la privatización. El escándalo que surgió en 2019 con el gobierno de Ricardo Rosselló del Partido Nuevo Progresista y que terminó con protestas en 2019 y con la renuncia del entonces gobernante, ayudaron a delinear el Movimiento Victoria Ciudadana.

## Organización
Entre los miembros fundadores y miembros actuales del Movimiento Victoria Ciudadana se encuentran:
- Ana Irma Rivera Lassén, expresidenta del Colegio de Abogados y Abogadas de Puerto Rico, 2012-2014.  Fue la primera presidenta del Movimiento Victoria Ciudadana.
- Rafael Bernabe Riefkohl, candidato a Gobernador de Puerto Rico en el 2016 por el Partido del Pueblo Trabajador.
- Alexandra Lúgaro, candidata independiente a Gobernadora de Puerto Rico en el 2016.
- Mariana Nogales Molinelli, candidata a Comisionada Residente en el 2016 por el Partido del Pueblo Trabajador.
- Manuel Natal Albelo, antes miembro del Partido Popular Democrático y miembro de la Cámara de Representantes de Puerto Rico por Acumulación desde el 2014 hasta el 2021.
- José Bernardo Márquez, elegido a la Cámara de Representantes de Puerto Rico por acumulación.[16]
- Edwin Cornier Colón, actual legislador municipal de Aguadilla y persona más joven electa en Puerto Rico.

## Resultados electorales

### Elecciones a gobernador
|  | 14,21 % |

|  | 0 % |

### Elecciones a Comisionado Residente
|  | 12,89 % |

|  | 10 % |

### Elecciones legislativas
| Año electoral | Escaños | +/– |
| ------------- | ------- | --- |
| 2020          | 2/51    | 2   |

| Año electoral | Escaños | +/– |
| ------------- | ------- | --- |
| 2020          | 2/27    | 2   |

### Elecciones Municipales
| Año electoral | Alcaldes | +/–         | Legisladores | +/– |
| ------------- | -------- | ----------- | ------------ | --- |
| 2020          | 0/78     | Sin cambios | 25/1126      | 25  |

| Municipios y Candidatos |
| --- |

Municipios en los que el MVC logró elegir legisladores municipales.

| - Aguada, Carlos L García Varela - Aguadilla, Edwin J. Cornier Colon - Aibonito, Alejandro López Cruz - Añasco, Roberto L. Díaz Díaz - Arecibo, José Cintrón - Bayamón, Hilda Santa García - Carolina, Jesús Armando Dalmau Cruz - Cataño, Aramis Fernández - Ciales, Ezequiel Berrios Reyes - Comerío, Carmelo Pérez Vega - Dorado, Demy Arturo de Jesús Hernández - Guayama, Juan Cotto Bristol - Guayanilla, Enid Yamil Martínez Ramos - Gurabo, Leonel Ortiz Reyes - Humacao, Ana Esther Ponce Rosa - Loíza, Elaida del Valle Carrión - Manatí, Annie J. Estades Hernández - Ponce, José Alberto Hernández Lázaro - Rincón, Myriam Pérez Cruz - San Juan, Mari Laura Rohena Cruz y Joel Vázquez Rosario - Toa Baja, Valery Martínez Cotti - Vega Baja, Edwin Marrero Santiago - Yabucoa, Juan Ángel Herrera Rodríguez - Yauco, Fabián Eli Torres Ruiz |